# El Tío Picho
Anastasio Marcos Bravo, "El Tío Picho", (Riomalo de Abajo, Cáceres, 1896 - Las Mestas (Cáceres), 1988) fue un poeta hurdano.

## Biografía
Nace en 1896 en la localidad cacereña de Riomalo de Abajo, perteneciente al concejo de Caminomorisco y desde muy pronto muestra interés por la poesía popular. A los 10 años pierde a su padre y seis años después a su madre, quedando a cargo de un hermano menor. Trabaja como criado de algunas familias hurdanas y algunos veranos ha de marchar a la siega en los campos de la Alta Extremadura. Con 19 años se interesa por la compra-venta de pieles de ganado caprino y consigue cierta estabilidad económica si bien el hambre que vive es tal que queda exento del servicio militar por falta de peso. Es también en esa época cuando conoce en la alquería de Rebollosa a la que será su primera mujer, Petra, que muere al dar a luz a su hijo, Pedro. Después contraería segundas nupcias con María en Ladrillar, que le daría 16 hijos, de los que sobrevirían 10, haciendo un total de 11, con el vástago del primer matrimonio.
La construcción de la factoría de Alfonso XIII en Las Mestas y el establecimiento de ciertos servicios (médico, guardia civil, asilo, etc.) animan a "El Tío Picho" a abandonar su pueblo natal para establecerse en esta alquería. Apuesta entonces por abrir una panadería, primero, en un lugar conocido como la Portilla de Pino y, más tarde, en el mismo pueblo. Al final de su vida, recibe un homenaje en Las Mestas por su labor como "poeta y patriarca de Las Hurdes" y se le concede la Medalla de Oro al Mérito del Trabajo. El mismo Tío Picho diría tener 500 años de trabajo sobre sus espaldas. El reconocimiento fue un homenaje a Anastasio Marcos pero también a toda una generación de hurdanos.

## Producción poética
De formación autodidacta, comenzó desde niño a memorizar poesías que escuchaba a sus coetáneos y que, luego, con algunas modificaciones y añadidos,recitaba en romerías y procesiones. Es pues el hilo conductor de una tradición literaria rural que mantiene la métrica simple del romancero popular. Aunque sus temas son variados, abundan los relacionados con el campo (el pastoreo o la apicultura) y los dedicados a Las Hurdes y a sus mujeres. Cuenta también entre su repertorio con divertidos trabalenguas e irónicas coplas.

Una flor a mi tierra: "Las Hurdes".

Entre las sierras que baña
el bello paisaje hurdano,
nació un pueblo cristiano
parecido a una cabaña.

Y siendo de todos los pueblos
Las Hurdes siempre una flor
en hidalguía, en amor,
la que más belleza encierra
es la más hermosa tierra
pa'l amor y pa'l placer.

Aquí siempre la mujer
destella regia hermosura
cual estrella que fulgura
al querer amanecer.

¡Hurdanas!

Sois las más lindas violetas
distinguidas entre las flores,
sois la dulzura y amores
y el capricho del poeta.

Al coronar la meseta
de la suave colina,
destella luz tan divina
cual aurotar de mañana;
yo te comparo jurdana
a la estrella vespertina.